# اندره دولیه دلاند

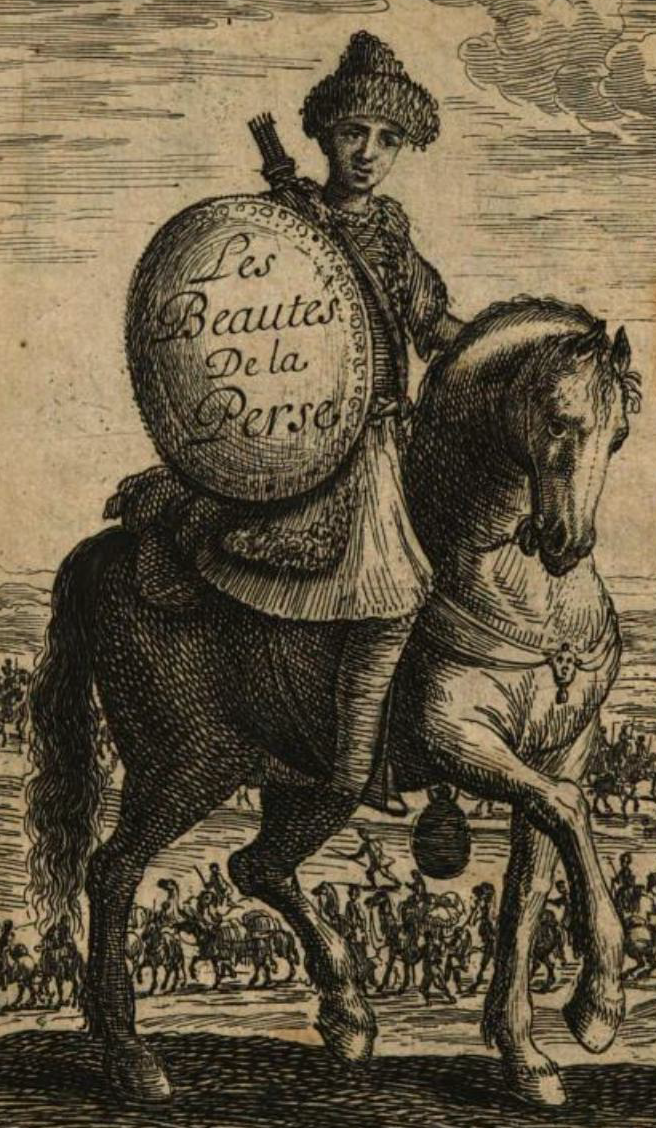
آندره دولیه دلاند بر روی صفحه اول کتاب زیبایی‌های ایران (نوشته درج شده بر روی سپر)

آندره دولیه دلاند (به فرانسوی: André Deslandes Daulier) (۱۷۱۵–۱۶۲۱) جهانگرد فرانسوی است که در سال ۱۶۶۴ (۱۰۴۳ ه‍.ش / ۱۰۷۵ ه‍.ق) اواخر سلطنت شاه عباس دوم، در آخرین مسافرت تاورنیه (ششمین سفر) به همراه او و ۷ نفر دیگر شامل یک پزشک جراح به ایران آمدند.

## سفر به ایران
سفر آن‌ها از بندر مارسی در تاریخ ۱۰ ژانویه ۱۶۶۴ شروع شد و در ۱۴ دسامبر ۱۶۶۴ به اصفهان رسیدند. در طول مسیر از تبریز گذشتند که زمین لرزه ای در ان رخ داده بود. پس از دیدار با شاه عباس دوم و اقامت بیش از ۲ ماه در اصفهان، آن‌ها به شیراز رفتند و ۳ هفته در آنجا بودند و سپس به بندرعباس رفتند. در بندرعباس، تاورنیه از گروه جدا شد و به سمت قندهار و هندوستان رفت. دولیه دلند از بندر عباس به اتفاق ژان ته ونو (به فرانسوی: Jean de Thévenot) فرانسوی که یک شرق‌شناس بود به سمت شیراز و بازدید از تخت جمشید برگشتند و از آنجا دولیه دلند به تبریز رفت و ژان ته ونو به سمت هندوستان سفر کرد. پس از اقامت در تبریز، دولیه دلند به قسطنطنیه و ازمیر سفر کرد و از آنجا با کشتی پس از ۲ سال و نیم سفر به بندر مارسی و سپس پاریس بازگشت.

## سفرنامه
این سفرنامه اگر چه مختصر و کوتاه است اما اطلاعات سودمندی از شهرهای ایران، فواصل و زیبایی‌ها آن‌ها در روزگاران صفویان را توضیح می‌دهد. تاورنیه که آشنایی با ایران داشته، نقاشی‌ها و نقشه‌های کتاب را مورد قضاوت و تأیید قرار داده و حکاکی آن‌ها هم به دست افراد متخصص انجام گرفته. از آن جهت، این کتاب دارای تصاویر جالب و دقیقی در رابطه با برخی از اماکن ایران است که دارای کیفیت ترسیم و جزئیات مناسب و دقت در چاپ و کیفیت آن‌ها می‌باشند.

## چاپ‌های کتاب
- زیبایی‌های ایران (۱۳۵۳) ترجمه محسن صبا. تهران: انجمن دوستداران کتاب

## نگارخانه

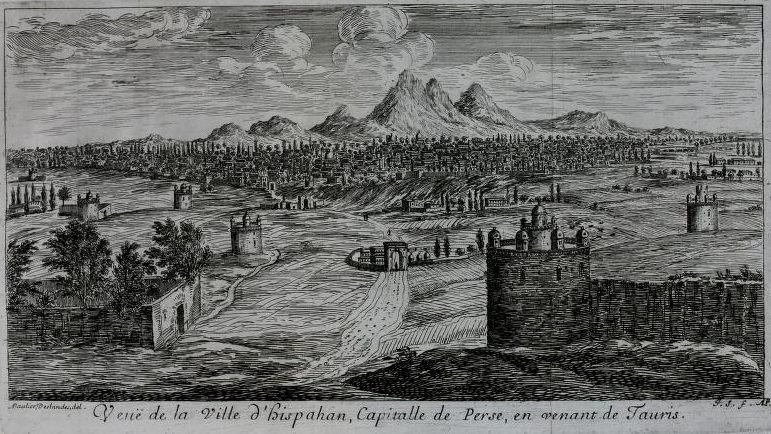
نمای شهر اصفهان
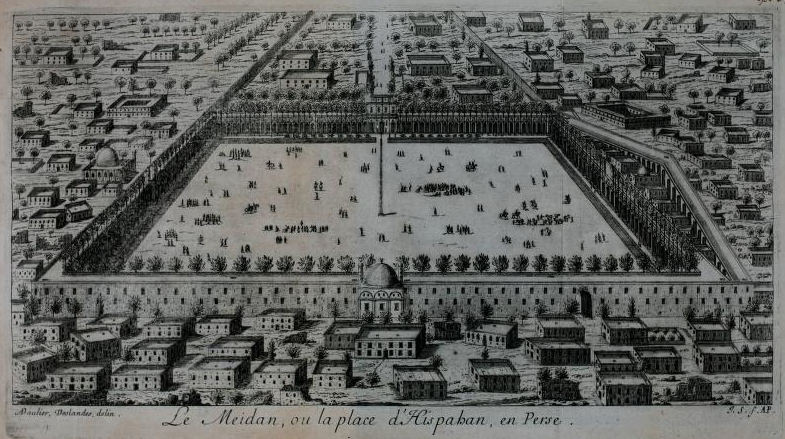
میدان نقش جهان
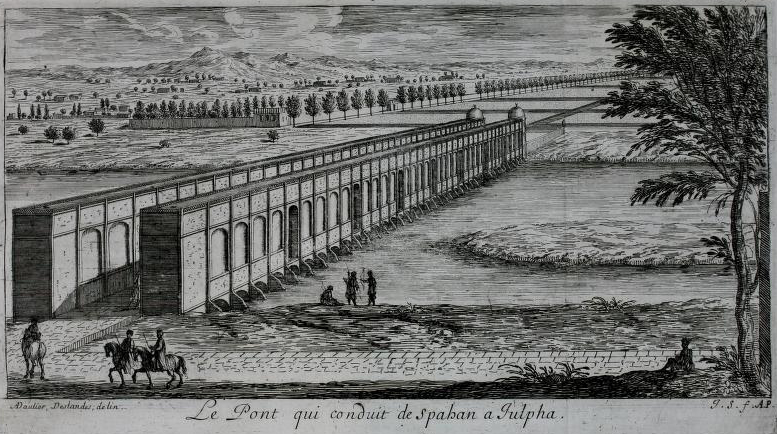
پل متصل کننده اصفهان به جلفا
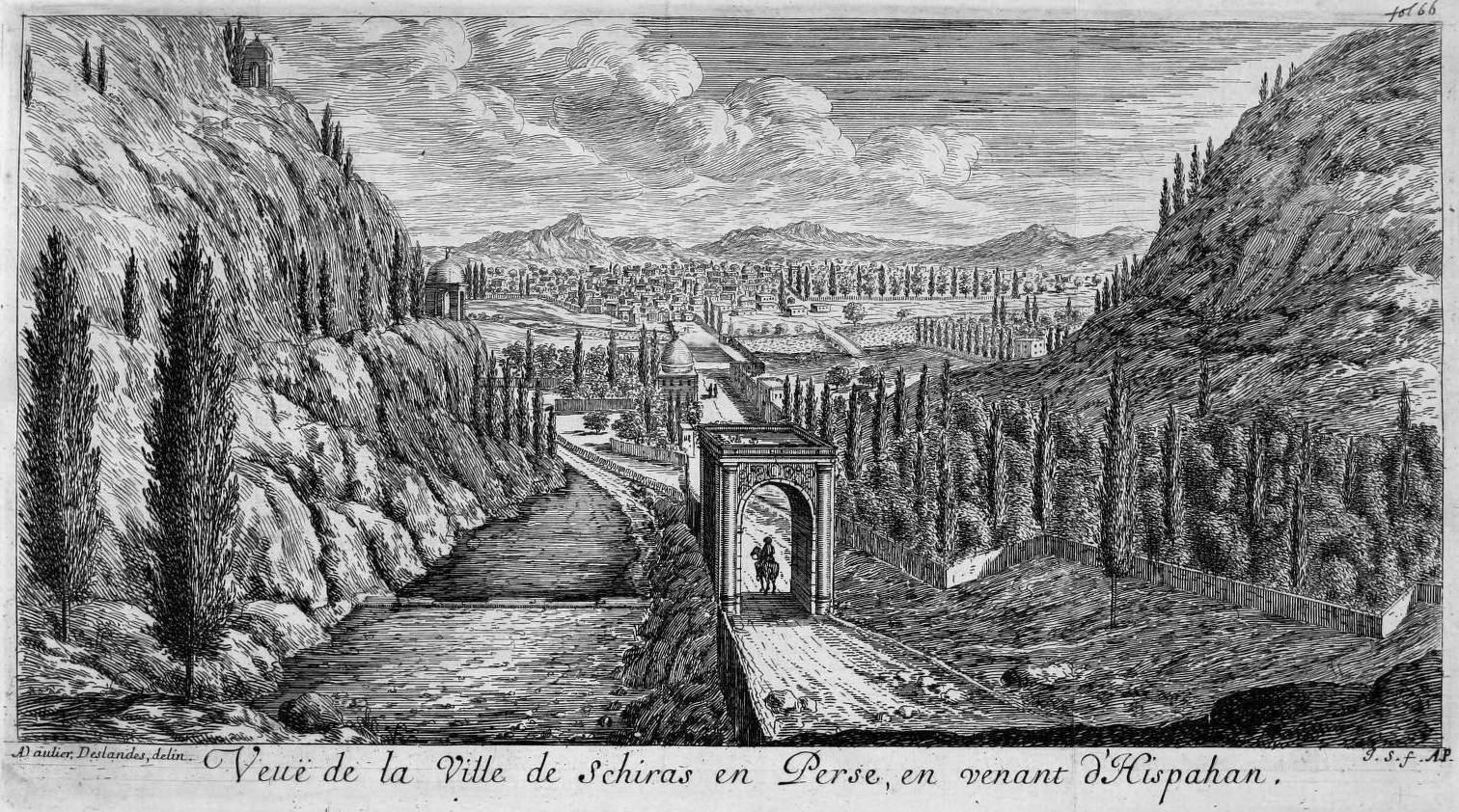
نمای شهر شیراز
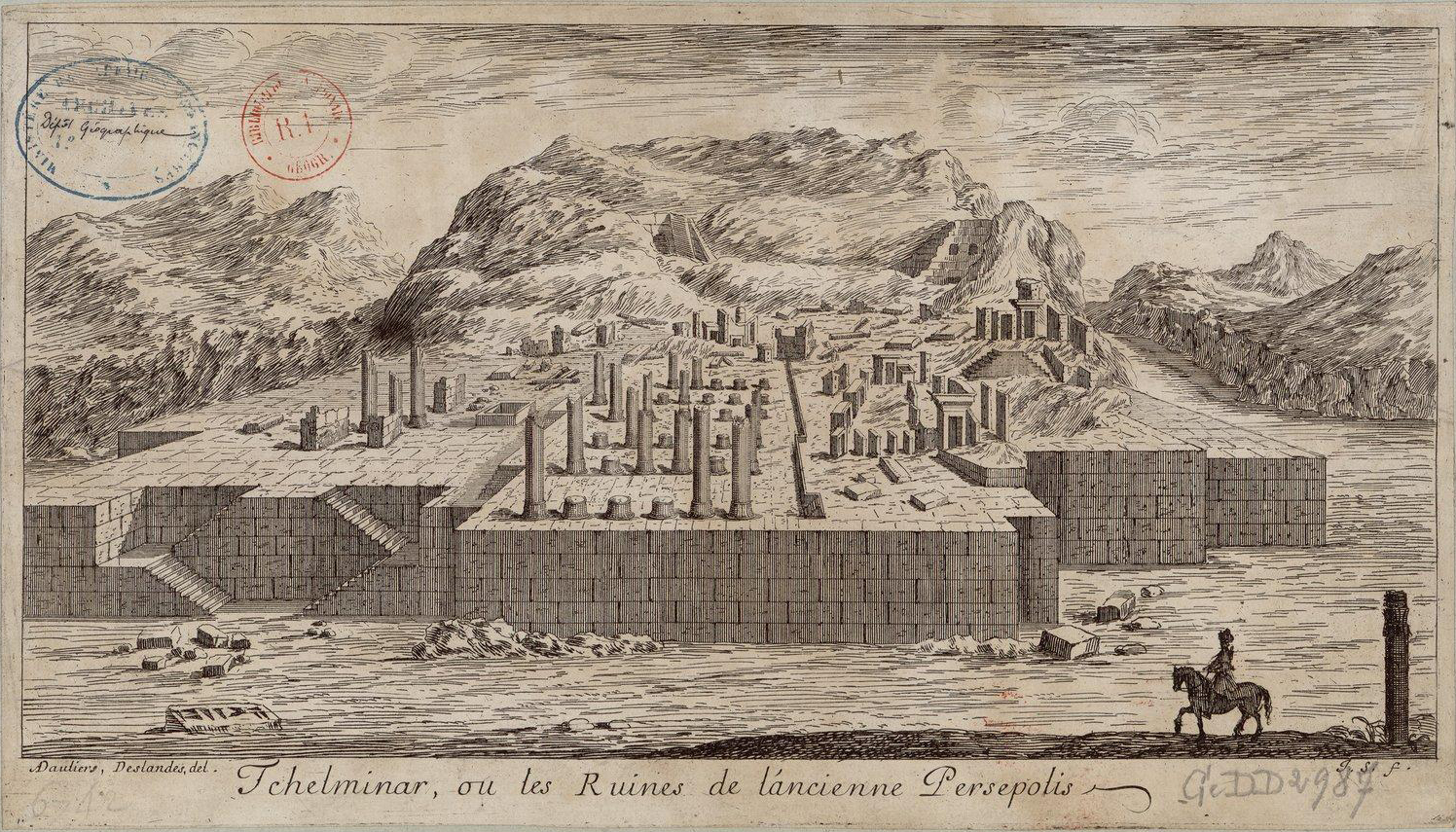
نمای تخت جمشید (چهل منار)
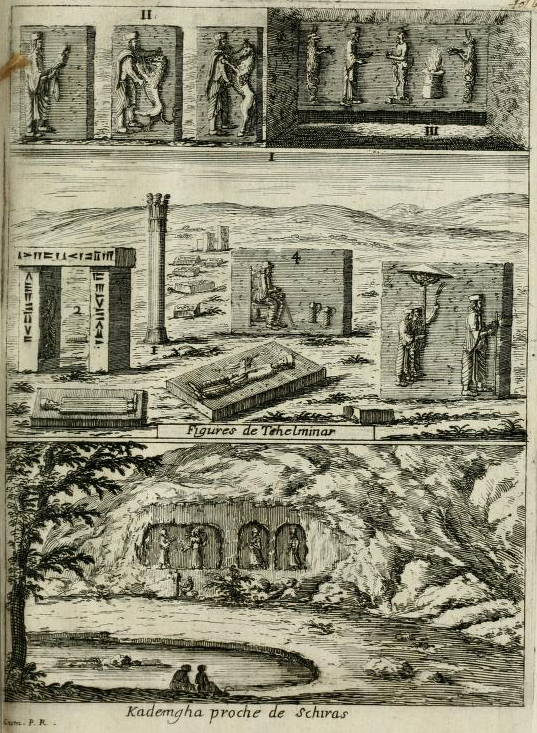
نقش‌برجسته‌های تخت جمشید (کوه رحمت)
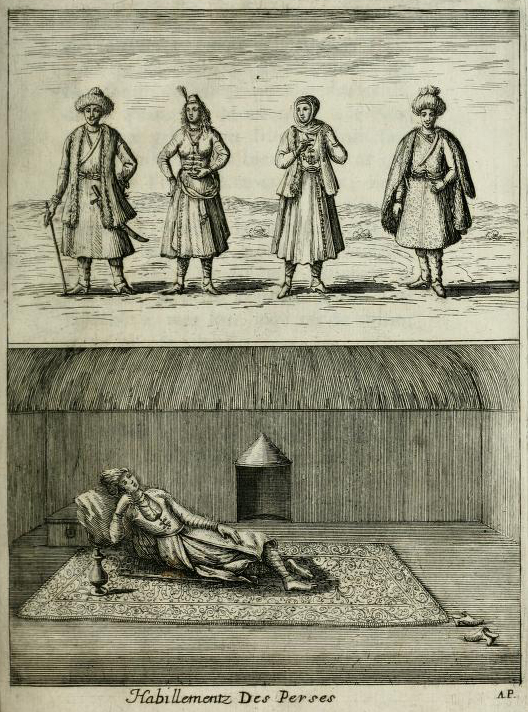
لباس مردان و زنان ایرانی
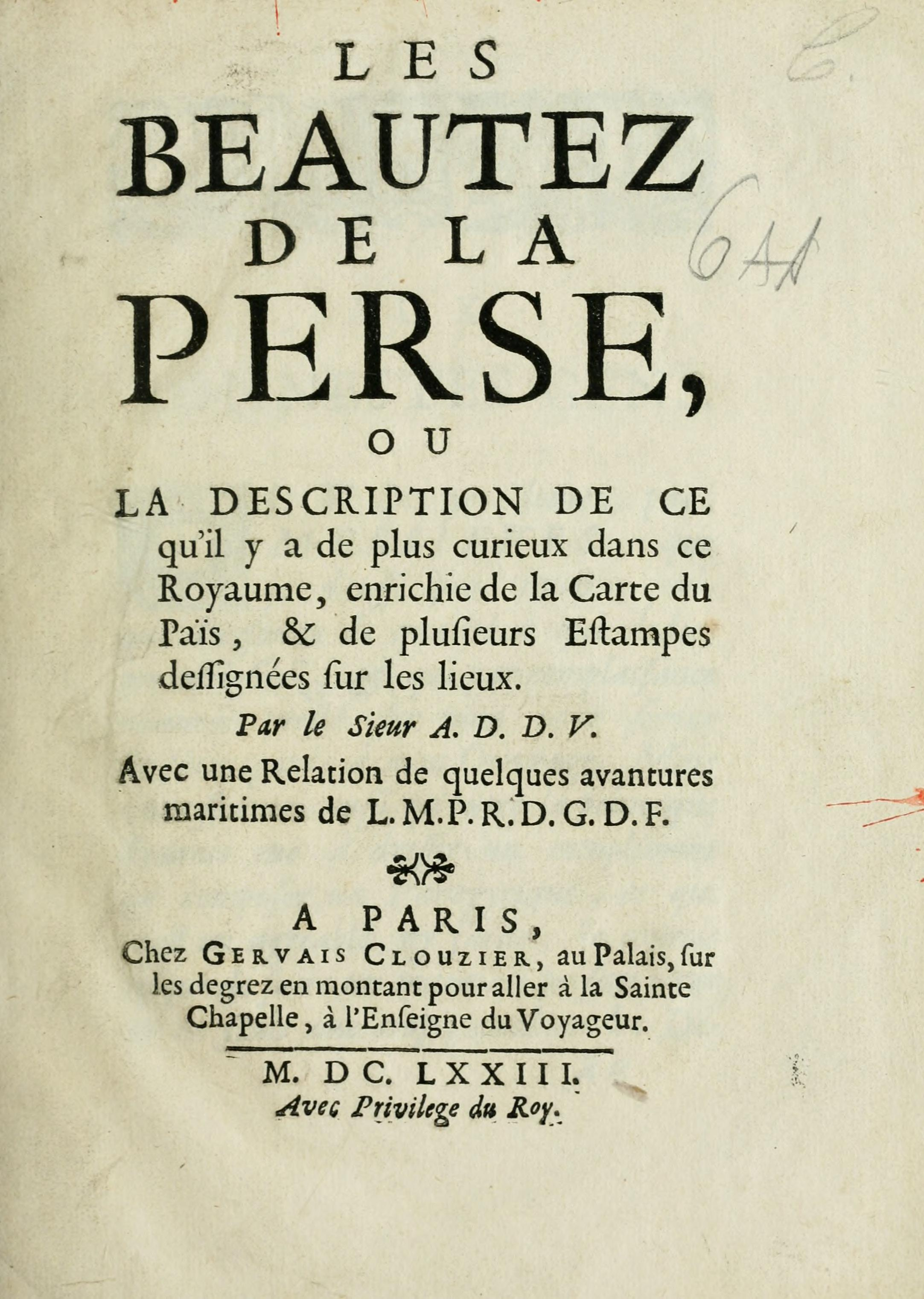
عنوان صفحه اول کتاب زیبایی‌های ایران
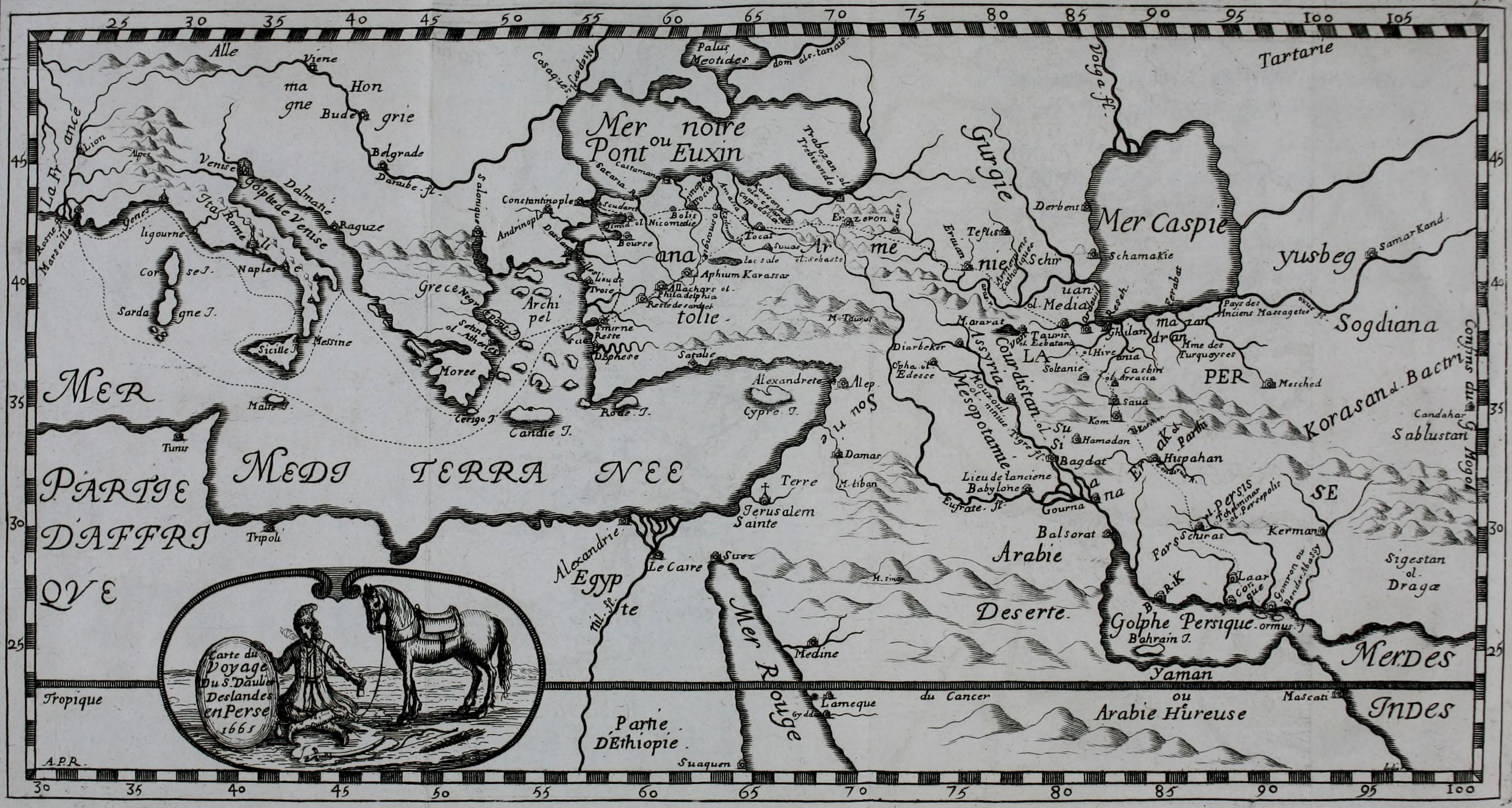
نقشه سفر دولیه دلاند در ایران